# Otto Ulseth
Otto Ulseth (Klæbu, 29 luglio 1957) è un giornalista e allenatore di calcio norvegese.

## Carriera
Ulseth cominciò a lavorare per Adresseavisen dal 18 maggio 1976. Agli inizi degli anni ottanta, collaborò con Dagbladet. Dopo un'esperienza alla NRK Radio, tornò ad Adresseavisen per occuparsi dello sport. Appassionato di calcio, Ulseth giocò nelle giovanili del Klæbu. In seguito diventò allenatore, guidando negli anni Varden, Ranheim, Tydal, Nardo e Stjørdals-Blink. Nell'autunno 2003, diventò allenatore in seconda del Tromsø, collaborando con il tecnico Per-Mathias Høgmo. Nel 2005, fu scelto per guidare la prima squadra del Tromsø: l'esperienza non fu però positiva, venendo esonerato nel mese di agosto. Tornò così a lavorare per Adresseavisen, per poi collaborare con Egil Olsen quando questi diventò commissario tecnico dell'Iraq.

## Opere
- Arne Larsen Økland – Proffliv, (1985).
- Oddvar Brå : det lange løpet, (1988).
- Med Drillo i Premier League, (2000).
- Øyeblikkene vi aldri glemmer, (2003).
- Bortekamp : med Drillo i Midtøsten, (2008).
- Petter Northug : Jakten på dyret, (2010).
- Det viktigste av alt uviktig, (2010).